# Potna listina za begunce
Potna listina za begunce (imenovana tudi potna listina konvencije iz leta 1951 ali potni list v Ženevi) je potna listina, ki jo beguncu izda država, v kateri običajno prebiva, kar mu omogoča, da potuje zunaj te države in se tam vrne. Verjetno begunci ne morejo dobiti potnih listov iz svojega državljanstva (od katerih so zaprosili za azil) in zato potrebujejo potovalne dokumente, da bi se lahko udeležili mednarodnega potovanja.
145 držav, ki so podpisnice konvencije iz leta 1951 o statusu beguncev, morajo izdati potne listine beguncem, ki zakonito prebivajo na njihovem ozemlju .
Potne listine za begunce so knjižice v obliki potnih listov. Njihovo kritje nosi besede "Potna listina" v angleščini in francoščini (in pogosto v jeziku države izdajateljice), kot tudi datum konvencije: 28. julij 1951. Dokumenti so bili prvotno sivi, čeprav jih nekatere države izdajajo v drugih barvah, z dvema diagonalnima črtama v zgornjem levem kotu sprednjega pokrova. Nosilci uživajo nekatere brezvizumske potovalne privilegije, ki so jih pogodbenice podpisale s konvencijo.

## Potne listine izdane beguncem
- Novozelandski potni list za begunce
- Estonska potna listina za begunce
- Vizum za potne listine za begunce (ZDA), ki ni potreben za Nemčijo, Nizozemsko, Belgijo, Hrvaško, Slovenijo, Slovaško, Madžarsko in Ciper [2].
- Potni list avstralske konvencije. Ta dokument sama po sebi ne dovoljuje prenašalcu, da se vrne v Avstralijo; Za to je treba pridobiti poseben vizum [3].
- Švicarski potovalni dokument

## Omejitve potne listine za begunce v primerjavi s potnim listom
Potne listine za begunce, ki jih je izdala vlada Kanade, se ne morejo uporabiti za potovanje v državo državljana tretje države, in potna listina za begunce, ki jo je izdala druga država, se ne obravnava kot veljaven potni list za pridobitev elektronskega dovoljenja za potovanje, da lahko obiščejo Kanado.